# Коморув (Конецький повіт)
Коморув (пол. Komorów) — село в Польщі, у гміні Стомпоркув Конецького повіту Свентокшиського воєводства.
Населення — 528 осіб (2011).
У 1975-1998 роках село належало до Келецького воєводства.

## Демографія
Демографічна структура на день 31 березня 2011 року:
|          | Загалом | Допрацездатний вік | Працездатний вік | Постпрацездатний вік |
| -------- | ------- | ------------------ | ---------------- | -------------------- |
| Чоловіки | 270     | 39                 | 189              | 42                   |
| Жінки    | 258     | 45                 | 131              | 82                   |
| Разом    | 528     | 84                 | 320              | 124                  |